# Castaic
Castaic ist ein census-designated place (CDP) im Nordwesten des Los Angeles County im US-Bundesstaat Kalifornien. Das U.S. Census Bureau hat bei der Volkszählung 2020 eine Einwohnerzahl von 18.937 ermittelt.
Der Name des Ortes leitet sich von dem Wort Kaštiq der Chumash ab. Er wurde von den Spaniern in Castéc übertragen und bedeutet Auge auf Deutsch. Die Chumash siedelten nahe dem heutigen Castaic Lake.

## Geographie, Geologie und Klima

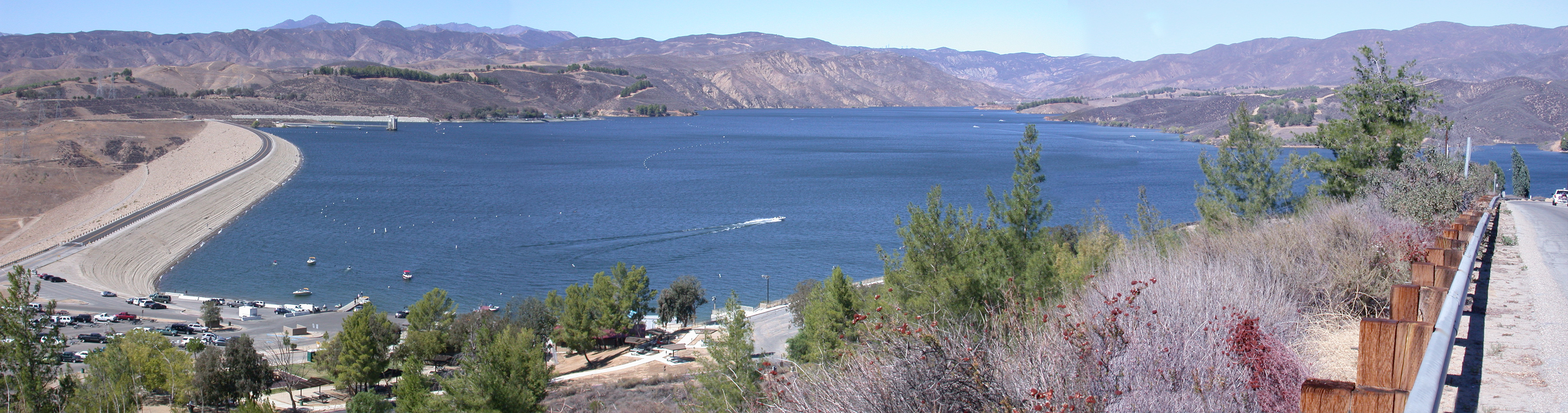
Castaic Dam (2007)

Castaic liegt nordwestlich des Santa Clarita Valleys etwa 40 Kilometer nordwestlich von Los Angeles an der Interstate 5. Etwas westlich von Castaic befindet sich die San Gabriel-Verwerfung (San Gabriel Fault), die sich vor etwa 11 bis 13 Millionen Jahren als Teil der San-Andreas-Verwerfung gebildet hat. Seismisch führt das immer wieder zu Erdbeben in der Gegend, wobei 2015 das schwerste Beben mit einer Magnitude von 3,1 gemessen wurde.
Klimatisch ist die Region der Kategorie „Csa“ der Köppen-Geiger-Klassifikation zuzuordnen.
Im Nordwesten der Siedlung wird der Castaic Creek durch den 1973 errichteten Castaic Dam zum Castaic Lake aufgestaut. Der Stausee dient als Trinkwasserreservoir für Los Angeles. Zugleich werden über den Damm ca. 460 Millionen Kilowattstunden pro Jahr erzeugt. Der Castaic Creek öffnet sich hinter dem Damm in die Castaic Lagoon, die der Naherholung dient.
Bei Castaic Junction im Süden der eigentlichen Siedlung von Castaic mündet der Castaic Creek in den Santa Clara River.
Im Südosten der Siedlung auf der anderen Seite des Castaic Creek befindet sich der Gefängniskomplex Peter J. Pitchess Detention Center mit einer Aufnahmekapazität von bis zu 8.600 Personen.

## Geschichte
Seit den 1830er Jahren war Castaic ein Zentrum der Viehzucht.
Zwischen 1890 und 1916 spielte sich hier der sog. Castaic Range War ab. Die Familien Jenkins und Chormicle stritten um die Landrechte zwischen ihren Farmen. Da eine Gerichtsentscheidung die Lage nicht befrieden konnte (Jenkins war selbst Friedensrichter), stellten die Familien einander nach, sodass zwischen zwanzig und vierzig Tote insgesamt auf beiden Seiten zu beklagen waren.